# Czarna Kopa (Tatry Zachodnie)
Czarna Kopa lub Czarna Kopka (słow. Kôpka) – charakterystyczne wzniesienie w górnej części Doliny Jamnickiej w Tatrach Zachodnich. Jest to dawny nunatak ogładzony przez otaczające go z wszystkich stron lodowce, jakie niegdyś pokrywały tę dolinę. Ma kształt buli i wznosi się na wysokość ok. 1670 m n.p.m. Jest cały porośnięty kosodrzewiną, przez co jest ciemny na tle jasnych kamienisto-trawiastych ścian wznoszących się wysoko nad nim Otargańców i polodowcowego Rohackiego Kotła. Stąd też pochodzi jego nazwa. Jego podnóżem prowadzi szlak turystyczny.
W masywie Czarnego Szczytu w Tatrach Wysokich znajduje się inny niewielki obiekt o nazwie Czarna Kopa.

## Szlaki turystyczne
– od Schroniska Żarskiego przez Żarską Przełęcz i rozdroże Zahradki w Dolinie Jamnickiej na Jarząbczy Wierch i Otargańce.
- Czas przejścia ze schroniska na Żarską Przełęcz: 1:45 h, ↓ 1:10 h
- Czas przejścia z przełęczy na Zahradki: 1:15 h, ↑ 1:40 h
- Czas przejścia z Zahradek na Jarząbczy Wierch: 2:10 h, ↓ 1:50 h